# Elytraria imbricata
La anisillol o Elytraria imbricata es una especie de plantas con flores perteneciente a la familia Acanthaceae.  

## Descripción
Son hierbas caulescentes, ocasionalmente acaulescentes, que alcanzan un tamaño de hasta 0.5 m de alto; tallos teretes a subcuadrangulares, glabros a pubérulos generalmente en 2 líneas. Hojas ovado-lanceoladas, 3.5–13 cm de largo y 2–4.5 cm de ancho, ápice agudo, base atenuada y ahusada sobre un pecíolo alado, márgenes undulados, escasamente pilosas pero los tricomas más densos en los nervios principales, cistolitos ausentes; pecíolos hasta 2 cm de largo o ausentes, pilosos. Inflorescencias 1–numerosas espigas axilares y terminales, 5–28 cm de largo, ramificadas o simples, pedúnculos cubiertos de brácteas ovadas o subuladas, envainadoras, ligeramente aplicadas, brácteas florales oblongas a elípticas, 4–6 mm de largo y 1.5–2 mm de ancho, aristadas en el ápice y rígidas, brácteas superiores con 4 alas hialinas, flores sésiles, 5–8.5 mm de largo; sépalos 5, hasta 4.5 mm de largo, el posterior elíptico, 1.2 mm de ancho, bidentado, los laterales subulados, 0.7 mm de ancho, el anterior elíptico, 0.7 mm de ancho, bidentado, todos transparentes, pubérulos; corola bilabiada, glabra, lila pálida o azul, tubo cilíndrico, 4–7 mm de largo, labio superior 2-lobado, el inferior 3-lobado; estambres 2, apenas exertos, anteras ditecas. Frutos elípticos, ca 3 mm de largo y 1 mm de ancho, glabros; semillas sobre funículos papiliformes.

## Distribución y hábitat
Es una especie común que se encuentra en áreas alteradas, en la zona pacífica; a una altitud de 10–900 metros; fl dic–feb, may, ago–nov, fr ago–mar, may–jun; desde suroeste de los Estados Unidos al oeste de Sudamérica.  

## Propiedades
Esta especie es de uso común para curar la diarrea. En Michoacán, Nayarit y Yucatán con este propósito se prepara un cocimiento con toda la planta y se administra como té, en especial a los niños. Se le utiliza en el tratamiento de alteraciones del aparato excretor como dolor de riñones, mal de orín, cistitis, uretritis y para limpiar los riñones.
De igual forma se le usa en afecciones del aparato reproductor como infecciones vaginales, hemorragia en el embarazo, cólicos menstruales (V. dolor de regla) y de la parturienta (V. parto).
Para estos padecimientos se usa toda la planta con la cual se prepara una decocción. Sin embargo, para las picaduras de escorpión se aconseja beber el cocimiento de la raíz, hojas y tallos, hasta que termine la sensación de asfixia. Se menciona su uso en el dolor de vesícula, nervios, fiebre y afecciones gastrointestinales.
Farmacología
El extracto etanólico de la planta completa presentó actividad antibiótica contra las bacterias Staphylococcus aureus, Bacillus subtilis y Streptococcus faecalis.

## Taxonomía
Elytraria imbricata fue descrita por (Vahl) Pers. y publicado en Synopsis Plantarum 1: 23. 1805.
Sinonimia
- Cymburus squamosus (Jacq.) Raf.
- Dicliptera ramentacea Spreng. ex Nees
- Elytraria amara Blanco
- Elytraria apargifolia Nees
- Elytraria caulescens Ledeb.
- Elytraria fasciculata Kunth
- Elytraria frondosa Kunth
- Elytraria microstachya Oerst.
- Elytraria pachystachya Oerst.
- Elytraria ramosa Kunth
- Elytraria scorpioides Schult.
- Elytraria squamosa (Jacq.) Lindau
- Elytraria squamosa A. Chev.
- Elytraria tridentata Vahl
- Elytraria tridentata var. caulescens Nees
- Justicia imbricata Vahl
- Stachytarpheta squamosa (Jacq.) Vahl
- Tubiflora pachystachya (Oerst.) Kuntze
- Tubiflora squamosa (Jacq.) Kuntze
- Verbena squamosa Jacq.[4]